# سیارک ۲۱۵۰۱۶
سیارک ۲۱۵۰۱۶ (به انگلیسی: 215016 Catherinegriffin، نامگذاری:2008US3) دویست و پانزده هزار و شانزدهمین سیارک کشف شده‌است که در ۲۱ اکتبر ۲۰۰۸ کشف شد.